# Alcis tripartaria
Alcis tripartaria là một loài bướm đêm trong họ Geometridae.